# Рагла
Рагла (рум. Ragla) — село у повіті Бистриця-Несеуд в Румунії. Входить до складу комуни Думітріца.
Село розташоване на відстані 314 км на північ від Бухареста, 11 км на південний схід від Бистриці, 84 км на північний схід від Клуж-Напоки.

## Населення
За даними перепису населення 2002 року у селі проживали 348 осіб. Усі жителі села рідною мовою назвали румунську.
Національний склад населення села:
| Національність | Кількість осіб | Відсоток |
| -------------- | -------------- | -------- |
| румуни         | 258            | 74,1%    |
| цигани         | 89             | 25,6%    |